# Tséten Shabdroung Jigme Rigpe Lodrö
Tséten Shabdroung Rinpoché
Jigme Thubten Gyatso Lobzang Jampel Norbu

Tséten Shabdroung Jigme Rigpe Lodrö aussi nommé Tséten Shabdroung (tibétain : ཚེ་ཏན་ཞབས་དྲུང་།, Wylie : tshe tan zhabs drung), né le 31 mai 1910 au Xunhua et mort en 1985, était un lama de l'école Gelugpa du bouddhisme tibétain et un tibétologue reconnu. Il est considéré comme le 5e (ou 6e) Tséten Shabdroung Rinpoché.
Dans les années 1980, il a fait partie avec Muge Samten du groupe de chercheurs de l'Amdo qui a tenté de reconstituer la culture détruite au cours des vingt années précédentes, notamment sous la révolution culturelle qui a frappé le Tibet.